# Opus3 Records
Opus3 is een audiofiel Zweeds platenlabel, dat 'tijdloze akoestische' muziek in de genres jazz, blues, folk en klassieke muziek uitbrengt. Het label werd in 1976 opgericht door Jan-Eric Persson.
Op het label is muziek uitgebracht van onder meer:
- Singer/songwriters, blues, folk, wereldmuziek: Eric Bibb, Peder Af Ugglas
- Jazz: Eva Taylor, Lars Erstrand, Benny Waters, Knud Jørgensen
- Klassiek: Thorvald Fredin, Erik Westberg, Mattias Wager, Omnibus Wind Ensemble, Stockholm Guitar Quartet